# Robert Wischer

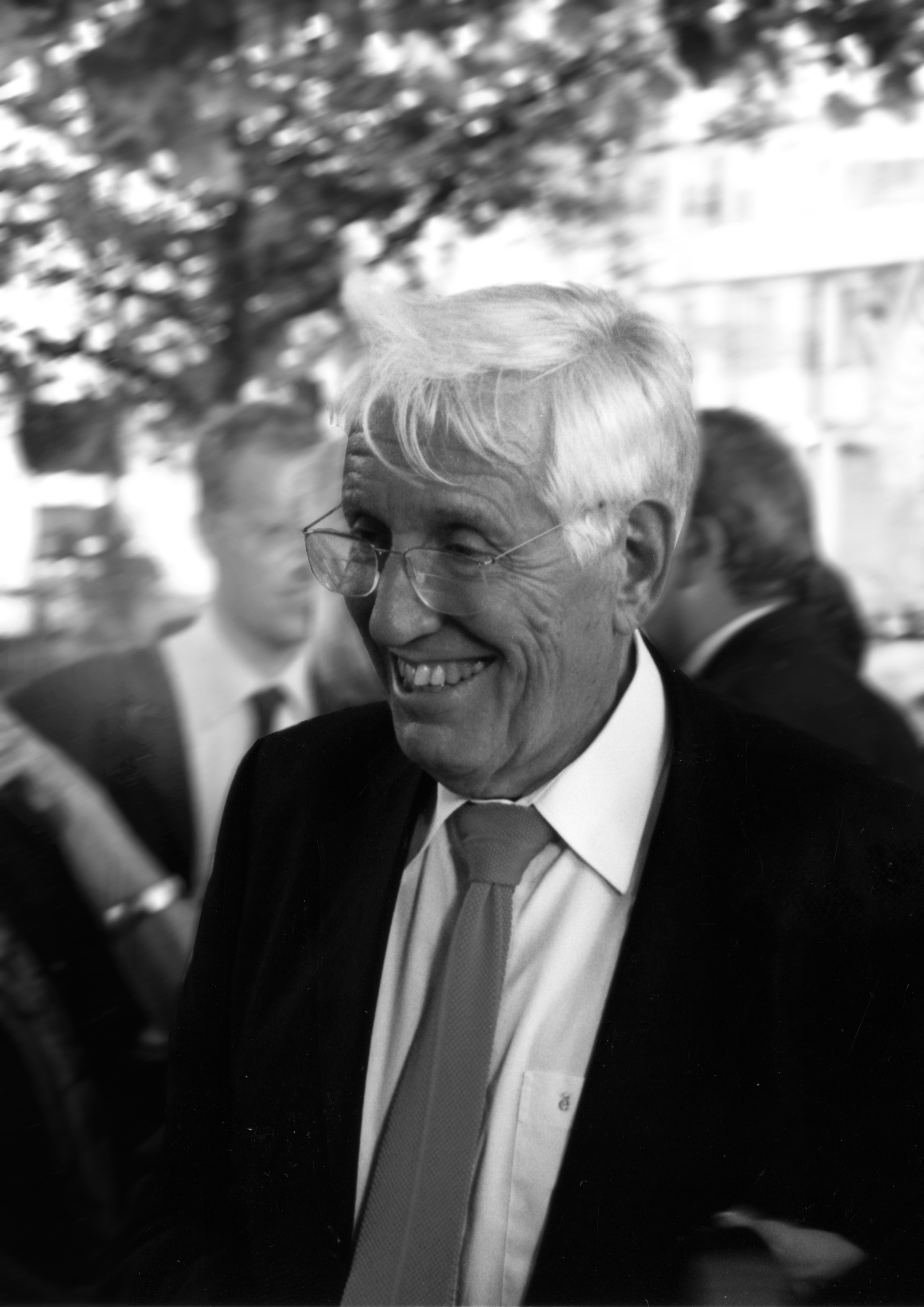
Robert Wischer (2002)

Robert Wischer (* 7. Juli 1930 in Wilhelmshaven; † 27. August 2007 in Berlin) war ein deutscher Architekt. Er galt als führender Architekt für den Krankenhausbau in Deutschland.

## Leben

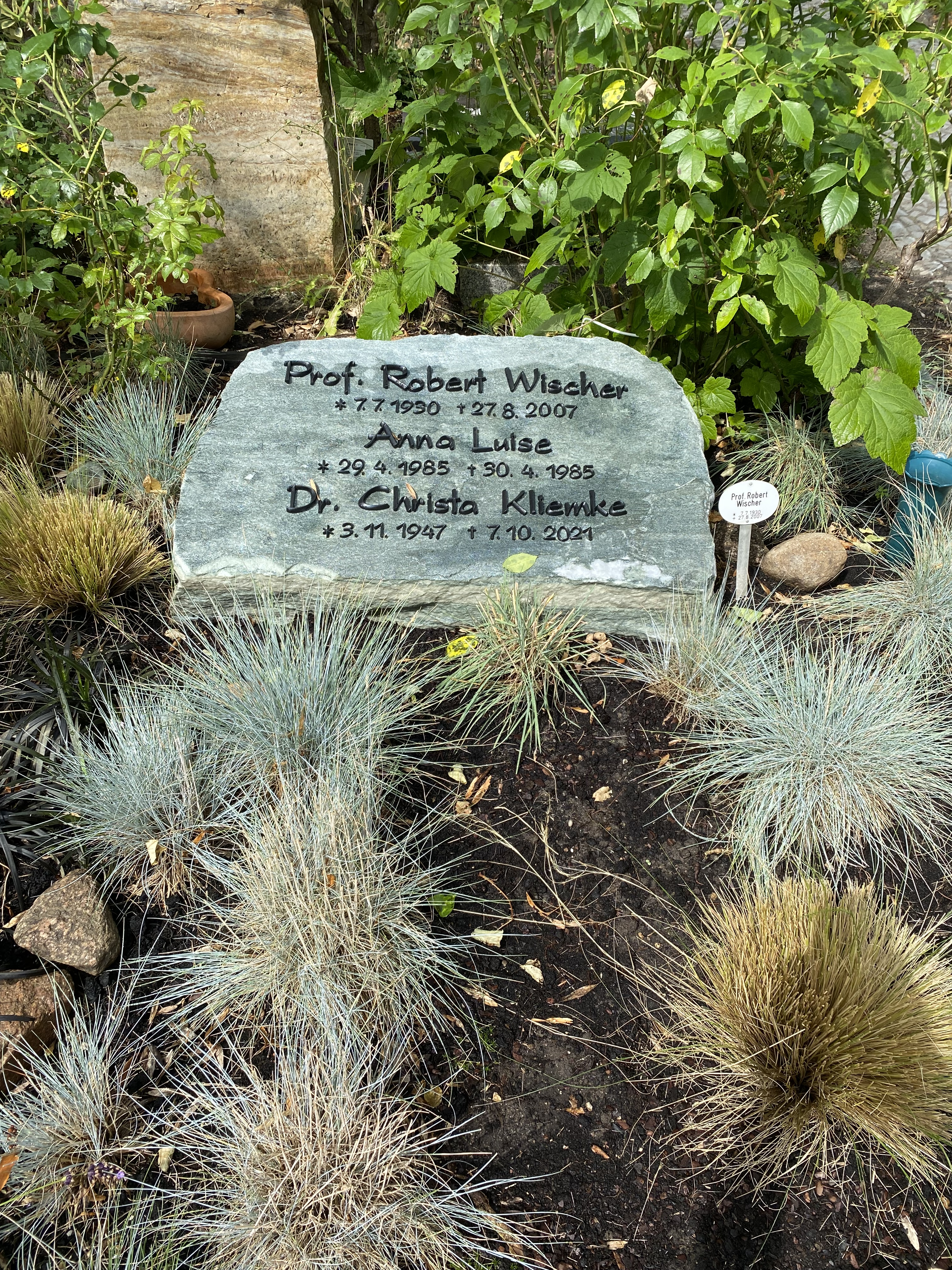
Grabstätte auf dem St.-Annen-Kirchhof

Wischer studierte bis 1955 Architektur an der Technischen Hochschule Stuttgart. 1962 gründete er mit Erwin Heinle ein gemeinsames Büro, seit 1969 als Büro Heinle, Wischer und Partner.

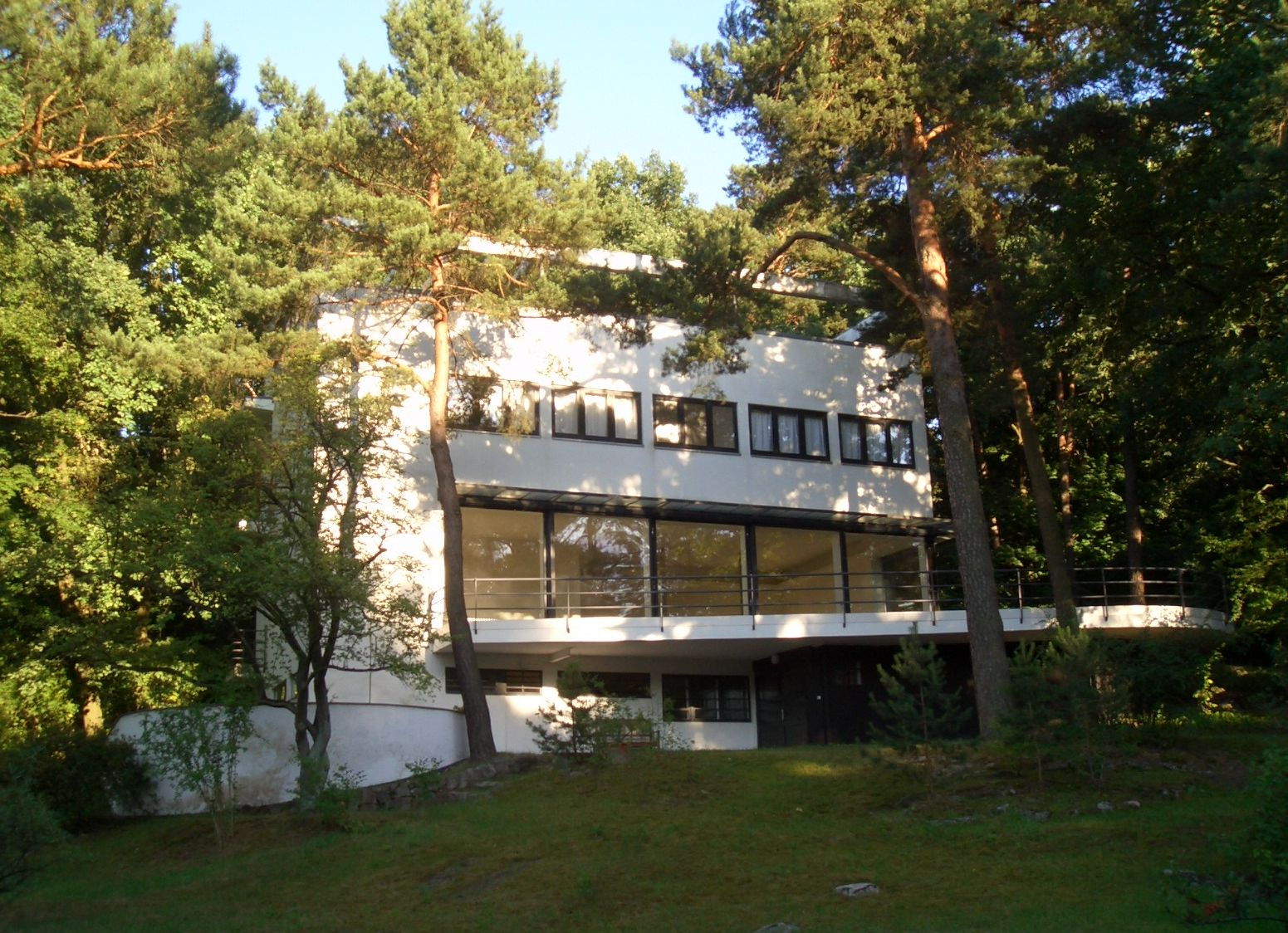
Wischer-Villa Am Rupenhorn 25

Als einer der führenden Krankenhausarchitekten Deutschlands entwarf Wischer unter anderem das Universitätsklinikum Köln, das Universitätsklinikum Göttingen, den Neubau der Rheinischen Kliniken Bonn, den Neubau des Katharinenhospitals in Stuttgart, das Klinikum Brandenburg, das Klinikum Ludwigshafen und das Bundeswehrkrankenhaus Ulm. Des Weiteren entwarf er das Robert-Bosch-Werk in Reutlingen und das preisgekrönte Bürogebäude für die Finanz IT GmbH in Hannover. Er zeichnete ebenso verantwortlich für die Entwürfe des Olympischen Dorfs in München. Zuletzt arbeitete er an der Planung für den Neubau des NS-Dokumentationszentrums Topographie des Terrors in Berlin. Er gewann mit seinem Büro zahlreiche Auszeichnungen und Preise.
1976 erhielt er einen Ruf als Professor für Entwerfen (Bauten des Gesundheitswesens) an die Technische Universität Berlin. Er war zudem Direktor des Instituts für Krankenhausbau, ab 1993 Institut für Gesundheitswissenschaften – Public Health. Von 1977 bis 1980 war er Sprecher des Sonderforschungsbereiches Krankenhausbau. Im Jahr 1998 gründete er das Archiv Krankenhausbau des 20. Jahrhunderts. 1998 wurde er emeritiert.
Wischer kaufte 1993 gemeinsam mit der Stadtplanerin Christa Kliemke eine Villa über dem Stößensee. Das Landhaus hatten 1929/1939 die Architektenbrüder Hans und Wassili Luckhardt und der Architekt Alfons Anker für sich selbst im Stil der Neuen Sachlichkeit als Neuinszenierung der klassischen Villa gebaut. Kliemke und Wischer ließen das Haus unter Förderung des Landesdenkmalamtes und der Deutschen Stiftung Denkmalschutz restaurieren und einen inneren Rückbau in den Zustand von 1930 vornehmen. Am 19. März 2005 wurde das denkmalgeschützte Haus in Anwesenheit des ehemaligen Bundesministers für Raumordnung, Bauwesen und Städtebau Klaus Töpfer wiedereröffnet. Wischer wohnte bis zu seinem Tod im August 2007 in dem Landhaus. (Siehe ausführlich: Am Rupenhorn und Luckhardt-Villa.) Seine letzte Ruhestätte fand er auf dem St.-Annen-Kirchhof im Berliner Ortsteil Dahlem.

## Schriften
- (zusammen mit Hille Rau): Ein- oder Mehrbettzimmer im Akutkrankenhaus – Analysen ihrer Tauglichkeit. Karl Krämer Verlag, Stuttgart 1984, ISBN 3-7828-1483-5.
- (zusammen mit Hille Rau): Das Friesen-Konzept für das Krankenhaus und für das Gesundheitswesen von morgen. Karl Krämer Verlag, Stuttgart 1988, ISBN 3-7828-4001-1.
- (zusammen mit Hans-Ulrich Riethmüller): Zukunftsoffenes Krankenhaus. Ein Dialog zwischen Medizin und Architektur. Handbuch für die Planungspraxis. Springer, Wien 2007, ISBN 3-211-25894-9.